# 19806 Domatthews
19806 Domatthews (2000 SX11) là một tiểu hành tinh vành đai chính được phát hiện ngày 20 tháng 9 năm 2000 bởi nhóm nghiên cứu tiểu hành tinh gần Trái Đất phòng thí nghiệm Lincoln ở Socorro.